# 森澤早苗
森澤 早苗（もりさわ さなえ〔旧芸名：森沢 早苗〕、1961年7月17日 - ）は、東京都出身の日本の女優。身長160 cm。体重52.5 kg。血液型はB型。テアトル・エコー、宝井プロジェクト所属。

## 略歴
幼稚園の学芸会で主役を演じて褒められたことがきっかけで役者の道を志す。國學院高等学校を卒業後は前進座養成所に所属。1977年4月1日にテアトル・エコーに入団し、1978年の舞台『トレヴァ』でデビュー。

## 人物
特技は日本舞踊、着付け。京都きものコンサルタント協会きもの着付け三級の資格を持っている。
趣味は水泳、ヨガ、ピラティス、茶道、ガーデニング。

## 出演

### 映画
- 「花ゲリラ」（2009年1月24日） - 川辺玄三の妻 役
- 「ウタヒメ 彼女たちのスモーク・オン・ザ・ウォーター」（2012年2月18日） - 義母の友人 役

### テレビドラマ
- 「白い巨塔」第12話・第25話・最終話（1978年8月19日・11月25日・1979年1月6日、フジテレビ） - 浪速大学医学部付属病院第一外科看護婦 役
- 「熱中時代 第1シリーズ」第20話（1979年2月16日、日本テレビ） - 喫茶店ウェイトレス 役
- 「太陽にほえろ!」第354話（1979年5月11日、日本テレビ）
- 「熱中時代・刑事編」第7話（1979年5月19日、日本テレビ） - 花屋の店員 役
- 「研修医なな子」（1997年10月13日 - 1997年12月8日、テレビ朝日）
- 金曜エンタテイメント → 金曜プレステージ（フジテレビ）
  - 「内田康夫ミステリー 信濃のコロンボ」第2作（1999年3月19日） - 石原華代 役
  - 「ペット探偵の事件簿」（2004年8月27日） - 岩田の妹 役
  - 「仕置き代理人 鏡俊介の痛快事件簿」（2005年6月17日）
  - 「事件記者～警視庁記者クラブ～」（2008年9月12日） - 三上の近所 役
- 「はみだし刑事情熱系 PART3」最終話（1999年3月24日、テレビ朝日）
- 連続テレビ小説「すずらん」（1999年4月5日 - 10月2日、NHK）
- 「青い鳥症候群」第4話（1999年11月6日、テレビ朝日）
- 「深く潜れ〜八犬伝2001〜」第7話（2000年11月14日、NHK）
- 「ビューティ7」（2001年7月4日 - 9月12日、日本テレビ） - 高級住宅街奥様 役
- 「眠れぬ夜を抱いて」第1話 - 第7話・第9話（2002年4月11日・5月23日・6月13日、テレビ朝日） - 和泉久美子 役
- 「サトラレ」第9話（2002年9月5日、テレビ朝日） - 患者 役
- 「ナイトホスピタル〜病気は眠らない〜」第5話（2002年11月11日、日本テレビ） - 清水悠子 役
- 「おとうさん」第7話・第8話（2002年11月24日・12月1日、TBS）
- 「ダンシングライフ」第22話（2003年6月3日、TBS）
- 「クニミツの政」最終話（2003年9月9日、フジテレビ） - 主婦 役
- 「あした天気になあれ。」第4話（2003年11月1日、日本テレビ）
- 「共犯者」第7話（2003年11月26日、日本テレビ）
- 「夢みる葡萄 〜本を読む女〜」第9話（2003年12月1日、NHK） - 客 役
- 「ホームドラマ!」第4話（2004年5月7日、TBS）
- 女と愛とミステリー → 水曜ミステリー9「刑事吉永誠一 涙の事件簿」（テレビ東京）
  - 第1作「絵が殺した女」（2004年5月26日） - 飼主 役
  - 第12作「親しい敵」（2013年10月2日） - 田代公江 役
- 「テイクオフ!」（2004年8月5日、フジテレビ）
- 「ああ探偵事務所」第8話（2004年8月27日、テレビ朝日） - 看護婦 役
- 「すずがくれた音」第19話（2004年9月30日、TBS） - 榎本須美子 役
- 「GO!GO!HEAVEN!」第2話（2005年1月16日、テレビ東京）
- 「1リットルの涙」第3話（2005年10月25日、フジテレビ）
- 「鬼嫁日記」第7話（2005年11月22日、フジテレビ）
- 「慶次郎縁側日記2」最終話（2005年12月9日、NHK） - 尋ね人 役
- 「キッチン・ウォーズ」（2006年2月25日、フジテレビ）
- 「偽りの花園」第6話・第8話・第10話（2006年4月10日・4月12日・4月14日、フジテレビ） - 羽生昭子 役
- 「いい女」（2006年10月30日 - 12月15日、TBS）
- 「花嫁とパパ」第7話（2007年5月22日、フジテレビ）
- 「三代目のヨメ!」第9話（2008年1月17日、TBS）
- 「安宅家の人々」第28話（2008年2月13日、フジテレビ）
- 「天使の代理人」第36話（2010年10月26日、フジテレビ） - 従業員 役
- 「刑事定年」第1話（2010年10月27日、BS朝日）
- 「南極大陸」最終話（2011年12月18日、TBS） - 犬の飼い主 役
- 「早海さんと呼ばれる日」第2話（2012年1月22日、フジテレビ） - スーパーの店員 役
- 「リーガル・ハイ」第4話（2012年5月8日、フジテレビ） - 工務店の奥さん 役
- 「ビューティフルレイン」第2話（2012年7月8日、フジテレビ） - 介護 役
- 「黒の女教師」第4話（2012年8月10日、TBS） - バレーボール部保護者会員 役
- 「サマーレスキュー〜天空の診療所〜」最終話（2012年9月23日、TBS）
- 「孤独のグルメ」Season3 第1話（2013年7月10日、テレビ東京） - 川栄・女将さん 役
- 「よろず占い処 陰陽屋へようこそ」第1話・第8話（2013年10月8日・11月26日、フジテレビ） - 女役員 役
- 「僕のいた時間」第4話（2014年1月29日、フジテレビ） - 石井典江 役
- 世にも奇妙な物語「墓友」（2014年4月5日、フジテレビ） - 近所の主婦 役
- 「ファースト・クラス」第2話（2014年4月26日、フジテレビ） - マダム 役
- 月曜ゴールデン「湯けむりバスツアー 桜庭さやかの事件簿」第5作（2014年4月28日、TBS） - 淳子 役
- 「獣医さん、事件ですよ」第10話（2014年9月4日、日本テレビ）
- 「警部補・杉山真太郎〜吉祥寺署事件ファイル」第6話（2015年2月16日、TBS） - 上品な主婦 役
- 「僕らプレイボーイズ 熟年探偵社」第5話（2015年8月21日、テレビ東京） - 木村 役
- 「カインとアベル」第1話 - 第6話・第8話 - 最終話（2016年10月17日 - 11月21日・12月5日 - 12月19日、フジテレビ） - 柏田ふみ子 役
- 「人は見た目が100パーセント」第2話（2017年4月20日、フジテレビ）
- 日曜ワイド「人類学者・岬久美子の殺人鑑定」第7作（2017年6月25日、テレビ朝日） - 岬久美子が講師の「縄文人の暮らし」の見学者 役
- ミステリースペシャル「事件」第18作（2017年10月5日、テレビ朝日） - 裁判員 役
- 「トットちゃん!」第33話（2017年11月15日、テレビ朝日）
- 「ヘッドハンター」第4話（2018年5月7日、テレビ東京） - 旅館の仲居 役
- 「結婚相手は抽選で」（フジテレビ）
  - 第1話・第7話（2018年10月6日・11月17日） - 宮坂千鶴（声） 役
  - 第5話（2018年11月3日） - 和食レストランの店員 役
- 「プロミス・シンデレラ」第6話（2021年8月17日、TBS） - 茶房の客 役

### 特撮
- 「仮面ライダー555」第29話（2003年8月17日、テレビ朝日）
- 「美少女戦麗舞パンシャーヌ 奥様はスーパーヒロイン!」第5話・第11話 - 最終話（2007年5月1日・6月12日 - 6月26日、テレビ東京） - スケバン怪人（新庄正子） 役

### その他
- 「セサミストリート」（2004年10月10日 - 2006年11月19日、テレビ東京） - 森のおばあさん 役
- 痛快TV スカッとジャパン（フジテレビ）
  - 第3回「エリカ様のルール」（2014年11月3日）
  - 第16回（2015年4月20日）
  - 第47回（2016年2月15日）
  - 第66回（2016年9月12日）
  - 第69回（2016年10月17日）
  - 第149回「スーパーの迷惑客」（2018年12月3日） - うえの 役
  - 第157回「恐怖のケチケチモンスター」（2019年2月18日）
  - 第231回（2021年2月8日）[6]
- 「8.12日航ジャンボ機 墜落事故30年の真相」（2015年8月12日、TBS）
- 金曜プレミアム「大人のモメごと解決します。」（2019年8月16日、フジテレビ）
- 「中居正広の金曜日のスマイルたちへ」（2020年7月10日、TBS）[7]
- 「クイズ!脳ベルSHOW」第1452回・第1453回（2022年5月25日・5月26日、BSフジ）[8]
- 「ザ!世界仰天ニュース」（2022年11月1日、日本テレビ）[9]
- 「ワールド極限ミステリー」（2022年11月16日、TBS）[10]

### 舞台
- 「半変化束恋道中」（1980年）
- 「恋愛二重奏」（1982年）
- 「一発逆転」（1983年）
- 「陽気な幽霊」（1987年）
- 「カッコーのかくれ家」（1996年）
- 「病は気から」（1998年）
- 「青年がみな死ぬ時」（2002年）
- 「ジュリアンへ37才の誕生日」 - ケヴィン 役
- 「殺人のリハーサル」 - プロデューサー 役
- 「暗くなったら帰っておいで -イディの一生-」（2005年） - ベティー 役
- 「大都市撮影所物語」（2006年） - あけみ 役
- 「アラカン!」（2011年） - 都倉初美 役
- 「ハーフムーン」（2012年） - 三島佐枝子 役
- 「ハレクイネイド」（2013年） - エドナ・セルビー 役

### 吹き替え
- 「わんわん物語」（1989年）